# 滨海港站
滨海港站，位于中华人民共和国江苏省盐城市滨海县东坎街道，是青盐铁路上的火车站，于2018年12月26日启用，由中国铁路上海局集团管辖。

## 歷史
- 2018年12月26日启用。

## 車站周邊
- 会农小学
- 滨海县实验小学
- 滨海县东坎镇二坎小学

## 外部連結
- 中国铁路客户服务中心 （页面存档备份，存于）